# ReVolt (Schiff)
ReVolt ist der Projektname für ein autonom betriebenes Container-Feederschiff, das von zwei Elektromotoren angetrieben wird, die von Akkus gespeist werden soll.

## Technische Daten der ReVolt
Die Entwicklung der ReVolt resultiert aus den Fortschritten der Akkumulatorentechnologie der vergangenen zwanzig Jahre, die interessante Lösungen zum Schiffsantrieb ermöglichen.
Das Konzeptschiff ReVolt – getestet wird ein drei Meter langes Modell – soll 60 Meter lang und 15 Meter breit werden und 100 TEU befördern können. Die Seitenhöhe soll 13,2 Meter, der Tiefgang (beladen) 5 Meter und die Tragfähigkeit 1250 tdw betragen. Mit einem 3.000-kWh-Akku würde eine Reichweite von 100 Seemeilen ermöglicht und mit 50 kW Antriebsleistung der Azimuth-Pod-Antriebe mit 3 m Durchmesser und zwei Blättern erreicht das Schiff die Geschwindigkeit von durchschnittlich 6 kn. Die Aufladedauer der Akkus wird mit zwei bis vier Stunden angegeben. Die ReVolt wird von der norwegisch-deutschen Klassifikationsgesellschaft DNV GL zur Entlastung der überfüllten norwegischen Straßen als autonomes Schiff geplant, sie fährt ferngesteuert ohne Besatzung.